# 穆罕默德·阿卜杜·賈法爾
穆罕默德·阿卜杜·賈法爾（1910年—1966年），是印度裔穆斯林政治家。他於1947年於布迪当當選為英屬緬甸緬甸立法機構成員。1948年緬甸獨立後，總統蘇瑞泰任命於1949年他為阿拉干調查委員會的七名成員之一.賈法爾於1952年當選為實兌選區的議員。他於1956年從孟都當選。他還在總理吳努的政府中擔任衛生部的議會秘書。
賈法爾是阿拉干印度裔社區的成員，阿拉干是緬甸各州中印度人比例最高的州。1949年，賈法爾向區域自治調查委員會提交了一份備忘錄，根據當地印度姓名Rohang和Rohan的口語，將阿拉干的印度人描述為“羅興亞人”。

## 早年生活
賈法爾於1910年出生於英屬印度緬甸省阿拉干州的布迪当市的Rwanynotaung村。他的父親是Ulah Meah。他曾在吉大港的高等伊斯蘭學校讀書，並於1924年完成了中學學業。他於1930年獲得達卡大學學士學位，1933年獲得阿里格爾穆斯林大學的教育學士學位。他曾在1931年至1942年擔任實兌學區的檢查員和1944年至1945年布迪当的鄉鎮官員。

## 政治生涯
在1947年的緬甸大選期間，賈法爾被選為緬甸制憲議會的布迪当選區代表。1948年1月4日，他宣誓成為緬甸聯邦的立法者。1949年，緬甸第一任總統任命賈法爾為阿拉干調查委員會的七名成員之一。在1951年至1952年的緬甸大選期間，他被選為緬甸上議院民族會議的代表。在1956年的緬甸大選期間，他當選為孟都和布迪当的代表。緬甸第一任總理吳努任命賈法爾擔任監督衛生部的議會秘書。

## 申訴備忘錄
1948年11月20日，賈法爾向緬甸聯邦政府首席秘書提交了一份上訴備忘錄，要求承認阿拉干的印度人(羅興亞人)是下緬甸的“官方民族”（族裔群體）之一。 該備忘錄於1951年8月20日在緬甸英文報紙“衛報”上發表。
我們阿拉干的羅興亞人是一個民族。我們堅持認為羅興亞人和阿拉干人是阿拉干的兩個主要民族。我們是一個近90000人的民族，足以滿足一個民族的需要;更重要的是，我們是一個民族，根據任何民族的定義，我們自己獨特的文化和文明，語言和文學，藝術和建築，名稱和術語，價值和比例感，法律法律和道德準則，習俗和曆法，歷史和傳統，才能和抱負;簡而言之，我們對生活有著獨特的看法。根據所有國際法規則，羅興亞人是阿拉干的一個民族。

## 政治傳奇
儘管賈法爾呼籲憲法承認他的社區，並在20世紀50年代增加羅興亞政治參與; 1962年緬甸政變後，阿拉干的印度裔少數民族面臨歧視。1982年緬甸國籍法使社區無國籍，因為他們沒有認識到羅興亞人是緬甸的“民族”之一。 羅興亞人受限於緬甸的國家教育，政府工作和行動自由，生活條件被描述為與南非種族隔離相似。